# Trofaiach
Trofaiach é uma cidade da Áustria, situada no distrito de Leoben, na estado da Estíria. Tem 143,25 km² de área e sua população em 2019 foi estimada em 11.131 habitantes.